# ريوجي هيروتا
ريوجي هيروتا (باليابانية: 廣田 隆治) (16 يوليو 1993 في تاكاساغو في اليابان – )؛ هو لاعب كرة قدم ياباني سابق كان يلعب كلاعب وسط.

## وصلات خارجية
- ريوجي هيروتا على موقع رابطة كرة القدم اليابانية للمحترفين (اليابانية)
- ريوجي هيروتا على موقع قاعدة بيانات كرة القدم.إي يو (الإنجليزية)
- ريوجي هيروتا على موقع Soccerway.com (الإنجليزية)
- ريوجي هيروتا على موقع عالم كرة القدم.نت (الإنجليزية)